# گلوکوسربروزیداز
بتا-گلوکوسربروزیداز (انگلیسی: β-Glucocerebrosidase) که با نام‌های «اسید بتا-گلوکوسیداز، دی-گلوکوزیل-اِن-اسیل‌اسفینگوزین گلوکوهیدرولاز» و «GCase» هم شناخته می‌شود، یک آنزیم است که فعالیت گلوکوزیل‌سرامیدازی دارد که برای هیدرولیز و شکستن پیوند گلیکوزیدی در گلوکوسربروزید (یک مادهٔ واسط در متابولیسم گلیکولیپید) ضروری است.
این آنزیم در لیزوزوم واقع شده و وزن ملکولی‌اش ۵۹۷۰۰ دالتون است.
جهش در ژن تولیدکنندهٔ این آنزیم منجر بر بروز بیماری گوشه (یکی از بیماری‌های ذخیره‌ای لیزوزومال) می‌شود. یک شبه‌ژن مرتبط نیز حدود ۱۲kb پائین‌تر از این ژن بر روی کروموزوم ۱ قرار دارد و پیرایش دگرسان منجر به تولید رونویسی‌های مختلفی از این ژن می‌شود که همگی یک نوع پروتئین را کد می‌کنند.
جهش در ژن گلوکوسربروزیداز با بروز بیماری پارکینسون در ارتباط است.